# Fajita

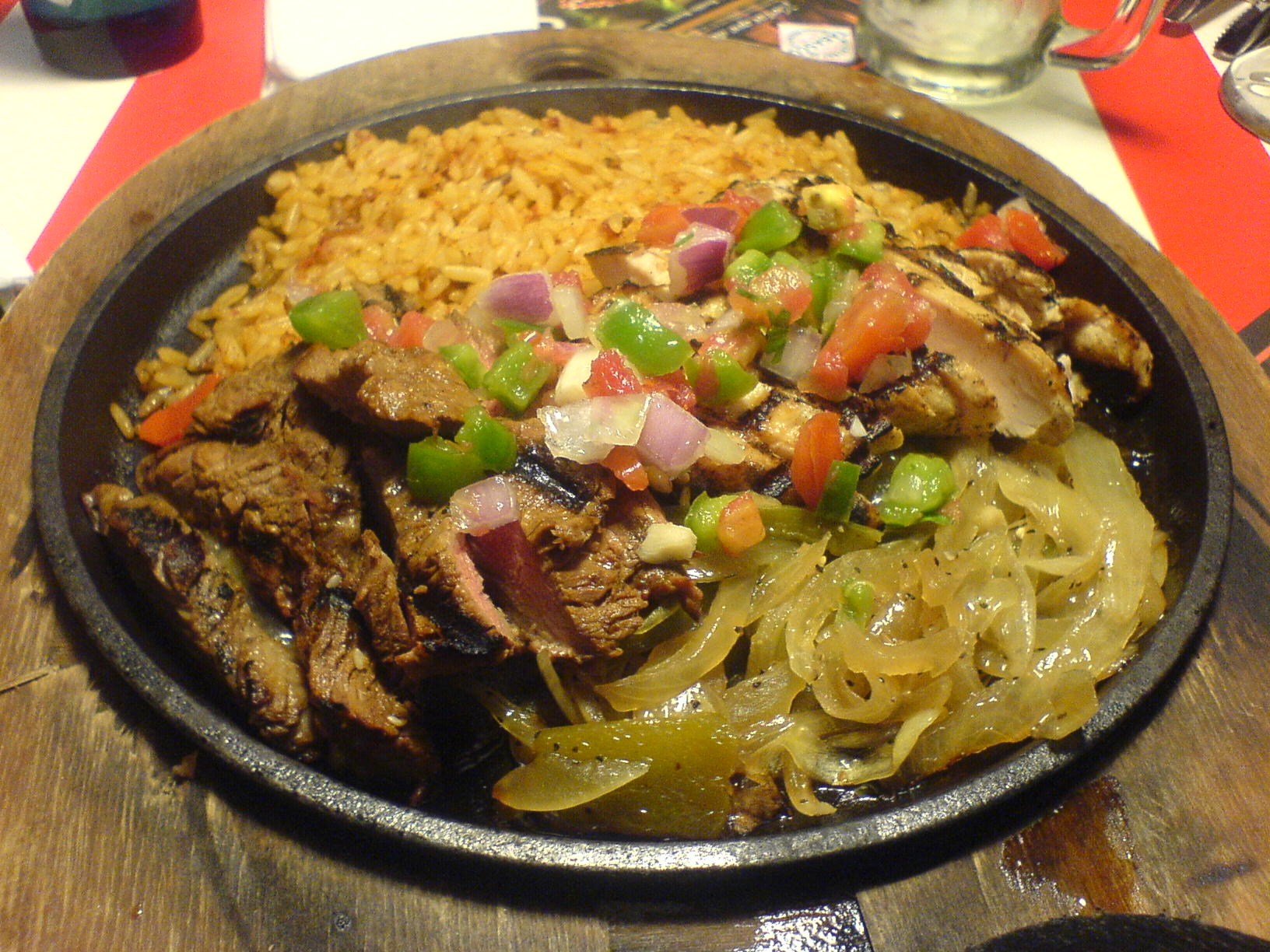
Ingredienser till en biff- och kycklingfajita.

Fajita (svenskt uttal: [faˈhiːta]) är en tex-mex-rätt bestående av stekt eller grillat kött på tortillabröd. Köttet är traditionellt oxbringa, men det kan även bytas mot kyckling, fläsk, räkor eller andra nötköttdelar. Köttet tillagas och serveras oftast tillsammans med lök och paprika. Till rätten kan typiska tex-mex-tillbehör som gräddfil, guacamole, salsasås, riven ost och tomat serveras.
Det spanska ordet fajita är diminutiv av faja ’bälte, gördel’ och betyder alltså ’litet bälte’. Slaktare kring Texas–Mexiko-gränsen använde ordet fajita för en stuts diafragma, men det är inte känt i skrift som namn på maträtten förrän någon gång kring 1970. Ordet har sedan kommit att syfta på tillagningen snarare än köttstycket. Det populariserades över stora delar av världen på 1990-talet när tex-mex-snabbmatskedjor spred maträtten utanför Texas.